# Мальта-Бенд (Міссурі)
Мальта-Бенд (англ. Malta Bend) — місто (англ. city) в США, в окрузі Салін штату Міссурі. Населення — 187 осіб (2020).

## Географія
Мальта-Бенд розташована за координатами 39°11′38″ пн. ш. 93°21′49″ зх. д. / 39.19389° пн. ш. 93.36361° зх. д. (39.193986, -93.363500).  За даними Бюро перепису населення США в 2010 році місто мало площу 0,65 км², уся площа — суходіл.

## Демографія
Згідно з переписом 2010 року, у місті мешкало 250 осіб у 98 домогосподарствах у складі 69 родин. Густота населення становила 382 особи/км².  Було 110 помешкань (168/км²).
Расовий склад населення:
| - 96,4 % — білих - 1,2 % — чорних або афроамериканців - 1,6 % — осіб інших рас |

До двох чи більше рас належало 0,8 %. Частка іспаномовних становила 2,0 % від усіх жителів.
За віковим діапазоном населення розподілялося таким чином: 25,2 % — особи молодші 18 років, 62,0 % — особи у віці 18—64 років, 12,8 % — особи у віці 65 років та старші. Медіана віку мешканця становила 39,6 року. На 100 осіб жіночої статі у місті припадало 98,4 чоловіків;  на 100 жінок у віці від 18 років та старших — 105,5 чоловіків також старших 18 років.
Середній дохід на одне домашнє господарство  становив 42 246 доларів США (медіана — 35 000), а середній дохід на одну сім'ю — 44 456 доларів (медіана — 35 875). Медіана доходів становила 32 250 доларів для чоловіків та 30 250 доларів для жінок. За межею бідності перебувало 28,8 % осіб, у тому числі 45,5 % дітей у віці до 18 років та 3,8 % осіб у віці 65 років та старших.
Цивільне працевлаштоване населення становило 133 особи. Основні галузі зайнятості: роздрібна торгівля — 24,1 %, освіта, охорона здоров'я та соціальна допомога — 22,6 %, виробництво — 11,3 %, публічна адміністрація — 9,8 %.